# 龚冠宇
龚冠宇（1962年12月—），江苏海门人，汉族，中国共产党党员。中华人民共和国政治人物、第十三届全国人民代表大会解放军和武警部队代表。

## 生平
2018年，龚冠宇被选为解放军和武警部队出席第十三届全国人民代表大会代表。另外他更曾任武警陕西省总队政治委员